# ウラジミール・プレローグ
ウラジミール・プレローグ（Vladimir Prelog, 1906年7月23日 – 1998年1月7日）はスイスの化学者。
1975年に「自然界の化合物と立体化学の研究への貢献」によって、ジョン・コーンフォースとともにノーベル化学賞を受賞した。

## 来歴・人物
プラハ、ザグレブ、チューリヒで生活した。プレローグはボスニアヘルツェゴビナ（当時のオーストリア・ハンガリー帝国）のサラエヴォで、クロアチア人の両親の元に生まれた。1915年、子供の頃にザグレブに転居した。ザグレブとオシエクで教育を受け、1929年にプラハのチェコ工科大学を卒業して工業化学の学位を取った。教師のエミール・ボトチェックと助手のルドルフ・リュークスの影響で有機化学に興味を持った。
化学の博士号を取った後、彼はプラハにある G.J. Dríza の私設の研究所で、市販されていない珍しい化合物を製造する仕事に就いた。残りの時間は、カカオの幹からアルカロイドを探すという彼個人の研究のために割かれた。

### ザグレブでの仕事
1935年、彼はザグレブ大学の工学部に招かれ、有機化学を教える職を得た。彼は工業化学も教えた。協力者と学生の助け、そしてクロアチアの製薬会社Plivaの財政援助を受けて、彼はキニーネとその化合物の研究を始めた。この研究の結果、最初の市販スルホンアミドの一種であるストレプタゾールの開発に成功した。ここで行われた科学的成果としては、モラヴィアの油田から単離されていた、特殊な環を持つ炭化水素であるアダマンタンを世界で初めて合成したことが挙げられる。プレローグの得た結果はヨーロッパの一流科学雑誌に投稿されたため、当時ザグレブの有機化学は世界中に知られていた。

### チューリッヒでの研究
1941年、彼はレオポルト・ルジチカの招待を受けスイス・チューリヒのチューリッヒ工科大学に移った。彼はここで教授にまで昇進した。1957年にルジチカが退官すると、プレローグは有機化学研究室を引き継ぎ、変わった領域の研究も積極的に始めた。複素環式化合物、アルカロイド、環状化合物の研究、動物の器官に少量含まれる生理活性化合物の単離と研究などである。彼はまた、抗生物質の構造や酵素反応の立体化学も研究した。彼の研究はステロイド、トリテルペン、キニーネ、ストリキニーネ、ソラニンや、いわゆるプレローグ則 (Prelog's regulation) と呼ばれるものを含むその他のアルカロイドなどの構造の研究を進展させた。ロバート・シドニー・カーン、クリストファー・ケルク・インゴールドとともに行った研究で、立体化学に一般的に適用できる、いわゆるカーン・インゴールド・プレローグ順位則を確立した。彼とルジチカのおかげで、チューリッヒは近代有機化学の中心的な都市となった。

### 受賞歴
- 1949年 - センテナリー賞
- 1967年 - デービーメダル、 アウグスト・ヴィルヘルム・フォン・ホフマン・メダル
- 1969年 - ロジャー・アダムス賞
- 1974年 - パウル・カラー・ゴールドメダル
- 1975年 - ノーベル化学賞
- 1976年 - パラケルスス・メダル
- 1992年 - キラリティーメダル（イタリア化学会）

彼の科学論文は400以上に上る。独特のスタイルで雄弁な講師として、彼は多くの世代の化学者を育成した。1962年には王立協会外国人会員、1986年にはクロアチア科学芸術協会のメンバーになった。

### 私生活
私人としては彼は、数々の逸話を持つ人物である。また彼は幅広い文化の背景を有する知識人であり、権威を主張せず争いを好まなかった。性格は内省的であり、社交界、政治、宗教に対して皮肉的、懐疑的であり、自分の人生に滅多に人を立ち入らせなかった。彼は、1991年にクロアチアで行われた109人のノーベル賞受賞者による平和アピールに参加した一人である。プレローグはスイスのチューリッヒで92歳の時に亡くなった。遺灰は2001年9月27日に、ザグレブのMirogoj墓地に埋葬された。